# Robert Urich
Robert Urich, född 19 december 1946 i Toronto, Ohio, död 16 april 2002 (i cancer) i Thousand Oaks, Kalifornien, var en amerikansk skådespelare.
Urich medverkade i ett flertal TV-serier, såsom Mistrals dotter, Prinsessan Daisy och Kärlek ombord.